# Vit hjärnsubstans

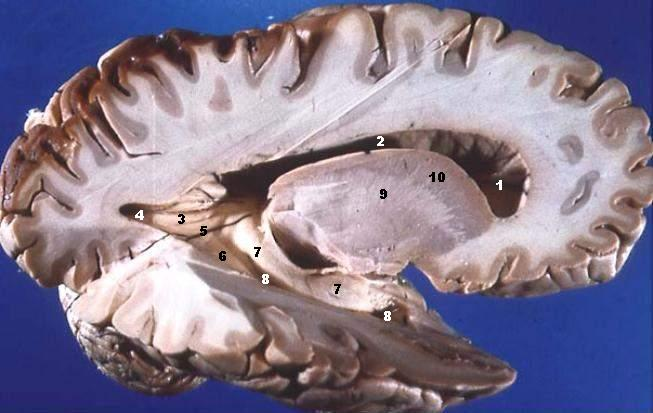
En människohjärna dissekerad lateralt, där den grå hjärnsubstansen syns utanför den vita.

Vit hjärnsubstans (Substantia alba) består till huvuddel av neuroners axondel, som på grund av myelinisering ses som vit. Här sker huvudsakligen informationstransport mellan nervcellerna i den grå substansen (i hjärnbark och kärnor) med varandra. Om hjärnan vore ett datornätverk så skulle den grå substansen vara de faktiska datorerna och den vita substansen skulle vara de kablar som band samman datorerna och gjorde det möjligt för dem att kommunicera med varandra.
Det som ger den vita substansen dess färg är ett fettlager, myelin, som axonerna är inbäddade i. Myelinlagret, som består av så kallade gliaceller, ökar hastigheten med vilken nervimpulser kan förmedlas genom axonerna genom en ökning av konduktansen.
Vit substans utgör större delen av de inre delarna av hjärnan och omges av hjärnbarken, som utgörs av grå substans. I  ryggmärgen är lägesförhållandet det motsatta, det vill säga att den grå substansen är innerst (näst canalis centralis) och omges av den vita substansen. Den största mängden vit substans återfinns hos hjärnbalken (corpus callosum) som förbinder höger och vänster hjärnhalva med hjälp av ett par hundra miljoner nervbanor som kallas kommissurfibrer.
Associationsbanor kallas förbindelser mellan hjärnbarksområdet.

## Fotnoter
1. ↑  Associationsbanor | ne.se